# Union Bank Plaza
La Union Bank Tower è un grattacielo di Los Angeles, in California. È stato costruito tra il 1965 e il 1968 ed ha 40 piani. Ventesimo grattacielo più alto della città, è stato il primo ad essere costruito nell'area di Los Angeles chiamata Bunker Hill Redevelopment Project.